# Municipio de Greene (condado de Mercer, Illinois)
El municipio de Greene (en inglés: Greene Township) es un municipio ubicado en el condado de Mercer en el estado estadounidense de Illinois. En el año 2010 tenía una población de 1640 habitantes y una densidad poblacional de 17,23 personas por km².

## Geografía
El municipio de Greene se encuentra ubicado en las coordenadas 41°11′54″N 90°36′51″O / 41.19833, -90.61417. Según la Oficina del Censo de los Estados Unidos, el municipio tiene una superficie total de 95.17 km², de la cual 95,1 km² corresponden a tierra firme y (0,07 %) 0,06 km² es agua.

## Demografía
Según el censo de 2010, había 1640 personas residiendo en el municipio de Greene. La densidad de población era de 17,23 hab./km². De los 1640 habitantes, el municipio de Greene estaba compuesto por el 97,32 % blancos, el 0,06 % eran afroamericanos, el 0,06 % eran amerindios, el 0,06 % eran asiáticos, el 0,67 % eran de otras razas y el 1,83 % eran de una mezcla de razas. Del total de la población el 3,84 % eran hispanos o latinos de cualquier raza.